# Софроній I Константинопольський
Софроній I (грец. Σωφρόνιος Α΄, ? — після 1464) — Вселенський Константинопольський патріарх з 1463 по 1464 рр. Дати його правління заперечуються вченими в діапазоні з 1462 по 1464 рр.

## Життєпис
Про життя і патріарство Софронія майже нічого не відомо. Відомий акт з його іменем, датований серпнем 1464 р., який засвідчував, що хрест належав імператору Давиду Трапезундському: документ, ймовірно, підробка, але він підтверджує, що Софроній насправді був патріархом. Згідно з Бланше, який ставив правління Софронія після Йоасафа, він був митрополитом Гераклеї до обрання патріархом.
Одне першоджерело називає Софронія ім'ям Сіропулос. Таким чином, було зроблено припущення, але не доведено, що Софроній справді був Сильвестром Сіропулом, православним священнослужителем, який брав участь у Флорентійському соборі та написав його хроніку. Сильвестр Сіропулос належав до фракції, яка виступала за Східно-Західний союз церков, і він підписав документи собору. Цей факт протидіє можливому ототожненню Софронія з Сильвестром Сіропулосом; якщо він справді є тією самою особою, це могло б виправдати віртуальну damnatio memoriae, відображену в первинних джерелах проти нього.:250

## Спірна хронологія
Хронологія правління Софронія I викликає суперечки серед вчених. Останні дослідження, такі як Кімінас (2009), Подскальський (1988), Лоран (1968) і Рансіман (1985), відносять правління Софронія I після Йоасафа I, датуючи його між Червень 1463 і серпень 1464.
Інші вчені, слідом за єпископом Геманом Сардейським (1933–38) і Грумелем (1958), а також офіційним веб-сайтом Вселенського Патріархату припускають, що Софроній I правив перед Йоасафом I, однак дати, які вони надають, відрізняються лише на кілька місяців від згаданих вище через іншу пропоновану тривалість другого терміну Геннадія Схоларія. Blanchet (2001) поміщає правління Софронія з 1 квітня 1462 до літа 1464, безпосередньо після Ісидора II і безпосередньо перед Йоасафом.
Крім того, серед вчених немає єдиної думки щодо тривалості та хронології другого та третього термінів правління Геннадія Схоларія, які нібито чергували патріархати Йоасафа та Софронія. Для порівняння основних пропозицій вчених дивіться Список Патріархів Константинопольських.